# Charlotte Hornets 1990-1991
La stagione 1990-91 dei Charlotte Hornets fu la 3ª nella NBA per la franchigia.
I Charlotte Hornets arrivarono settimi nella Central Division della Eastern Conference con un record di 26-56, non qualificandosi per i play-off.

## Roster
| N° | Naz.                   | Ruolo | Sportivo        | Anno | Alt. | Peso |
| -- | ---------------------- | ----- | --------------- | ---- | ---- | ---- |
| 1  | Stati Uniti (bandiera) | G     | Muggsy Bogues   | 1965 | 160  | 62   |
| 3  | Stati Uniti (bandiera) | G     | Rex Chapman     | 1967 | 193  | 84   |
| 4  | Stati Uniti (bandiera) | G     | Scott Haffner   | 1966 | 191  | 82   |
| 7  | Stati Uniti (bandiera) | GA    | Kelly Tripucka  | 1959 | 198  | 100  |
| 13 | Stati Uniti (bandiera) | G     | Kendall Gill    | 1968 | 196  | 88   |
| 20 | Stati Uniti (bandiera) | G     | Jeff Sanders    | 1966 | 203  | 102  |
| 22 | Stati Uniti (bandiera) | GA    | Johnny Newman   | 1963 | 201  | 86   |
| 25 | Stati Uniti (bandiera) | AC    | Earl Cureton    | 1957 | 206  | 95   |
| 30 | Stati Uniti (bandiera) | G     | Dell Curry      | 1964 | 193  | 86   |
| 31 | Stati Uniti (bandiera) | GA    | Randolph Keys   | 1966 | 201  | 88   |
| 33 | Stati Uniti (bandiera) | AC    | Kenny Gattison  | 1964 | 203  | 102  |
| 34 | Stati Uniti (bandiera) | A     | J.R. Reid       | 1968 | 206  | 112  |
| 42 | Stati Uniti (bandiera) | C     | Mike Gminski    | 1959 | 211  | 113  |
| 42 | Stati Uniti (bandiera) | AC    | Dave Hoppen     | 1964 | 211  | 107  |
| 45 | Stati Uniti (bandiera) | AC    | Armon Gilliam   | 1964 | 206  | 104  |
| 45 | Stati Uniti (bandiera) | AC    | Eric Leckner    | 1966 | 211  | 120  |
| 55 | Stati Uniti (bandiera) | AC    | Steve Scheffler | 1967 | 206  | 113  |

## Staff tecnico
- Allenatore: Gene Littles
- Vice-allenatori: Tom Nissalke, Mike Pratt